# Geranium vagans
Espèce
Classification phylogénétique
Geranium vagans est une espèce de plante de la famille des Geraniaceae.
Elle est originaire d'Afrique : Kenya, Tanzanie, Ouganda, République du Congo, République démocratique du Congo, Rwanda et Malawi.

## Sous-espèces
- Geranium vagans subsp. vagans
- Geranium vagans subsp. whytei (Baker) J.R.Laundon